# バイナリィランド
『バイナリィランド』（BINARY LAND）は、ハドソンから発売されたアクションパズルゲーム。1983年にパソコンゲームとして発売され、1984年にMSX版、1985年にファミリーコンピュータ版が発売された。
その後の移植作品としては、携帯電話アプリとして2001年にiアプリ版、2004年にEZアプリ版が配信、ゲームボーイアドバンス用ソフト『ハドソンベストコレクションVol.4 謎解きコレクション』（2005年）にファミリーコンピュータ版が『ナッツ&ミルク』（1983年）、『サラダの国のトマト姫』（1984年）とともに収録された他、2011年にはWiiのバーチャルコンソールで、2013年にはニンテンドー3DSのバーチャルコンソールで配信が開始された。
本記事では、主にファミリーコンピュータ版を扱う。

## 概要
不思議の国バイナリィランドの鏡の迷宮に閉じこめられたペンギンのグリンとマロンを操作し、ゴールを目指す。
音楽は二曲しかなく、ステージの音楽は、エリック・サティ作曲『ジュ・トゥ・ヴー（あなたが欲しい）』（ハ長調）を元に作られている。ステージクリアの音楽は、ベートーヴェン作曲『歓喜の歌』（ニ長調）から。ゲーム音楽自体はそれぞれ変ロ長調へ移調し統一されている。
パソコン版ではグリンとマロンは人間の男の子と女の子のキャラクターであったが、ファミリーコンピュータ移植にあたって、ペンギンのキャラクターへ変更された。

## システム
ゲームは全99面で、中央で二分割された画面の下の左と右にプレイヤーが操るペンギンがいる状態から始まり、ペンギンを画面上にある檻に入ったハートのある場所まで操り、二羽を同時のタイミングでハートに触れさせれば一面クリアとなる。クリアするたびにグリンとマロンがキスをする演出が見られる。99面をクリアしてもエンディングはなく、1面に戻るループとなる。
ただし、ペンギンは左右対称な動きをし、コントローラの右を押せば画面右側のペンギンは右に動くが画面左側のペンギンは左に動き、コントローラの左を押せば画面右側のペンギンは左に動くが画面左側のペンギンは右に動く。これに、左右画面で違う配置の障害物による迷路、ランダムな動きをする敵キャラクターなどが加わり、いかにして二匹のペンギンをゴールまで導くかを考えるパズル的要素も含まれている。
2羽がクモの巣にかかるか、片方が敵キャラと接触するとミスとなる。クモやクモの巣はスプレー（るんるんガス）で倒したり消す事ができるが、火の玉は無敵状態でないと倒せない。

## アイテム
ランダムに現れる。
指輪
500点
傘
1000点
ハープ
2000点
ハートのカード
5000点
鯨のカード
一定時間無敵＋移動速度アップ

## パネル
ある障害物にスプレーをかけると特殊パネルに変わる。
蝋燭
1000点
惑星
3000点
ヴァイオリン
5000点
ペンギン
プレイヤーが一機増える

## ストーリー
グリンとマロンはとても仲良しな2人のペンギン。ところが、ある日魔法の森のなかにある、鏡の迷路に閉じこめられてしまった。この迷路のなかでは、なんでも左右逆に動いてしまう。そのためグリンが右に動けば、マロンは左に動いてしまうのである。しかも迷路のなかには、ひっかかると身動きできなくなるクモの巣がたくさん存在し、クモやファイアボールも徘徊している。この迷路から脱出する方法は2人同時に出口にたどりつくことのみ。2人は迷路をぬけだして、無事に外に出ることができるのだろうか。

## 特殊キャラクター
鳥
画面上を飛び交っており、接触するとグリンとマロンの位置が入れ替わる。
同社の『チャレンジャー』の敵キャラのトリッペと酷似している。
倒せない。
ヒナ
2羽があることをすると登場。
アイテムも取ってくれるし、無敵で、通常倒せない鳥や火の玉すら倒してしまう。
ただし、その動きはランダムなうえ、出現させるのにはわりと時間がかかる。

## 移植版
| No. | タイトル                                            | 発売日         | 対応機種                        | 開発元           | 発売元   | メディア                              | 型式            | 備考                                             | 出典          |
| --- | --------------------------------------------------- | -------------- | ------------------------------- | ---------------- | -------- | ------------------------------------- | --------------- | ------------------------------------------------ | ------------- |
| 1   | バイナリィランド                                    | 1984年         | MSX                             | ハニービーソフト | ハドソン | ロムカセット カセットテープ           | GH035 MXHI11011 |                                                  |               |
| 2   | バイナリィランド                                    | 1985年12月20日 | ファミリーコンピュータ          | ハドソン         | ハドソン | ロムカセット                          | HFC-BI          |                                                  |               |
| 3   | バイナリィランド                                    | 2001年6月11日  | iアプリ                         | ハドソン         | ハドソン | ダウンロード （着信☆あぷり♪）         | -               | ファミリーコンピュータ版をモチーフとしたリメイク | [ 3 ] [ 4 ]   |
| 4   | バイナリィランド                                    | 2004年11月25日 | BREW対応機種 （EZアプリ）       | ハドソン         | ハドソン | ダウンロード （着信☆あぷり♪）         | -               | ファミリーコンピュータ版をモチーフとしたリメイク | [ 5 ] [ 6 ]   |
| 5   | バイナリィランド                                    | 2005年3月1日   | ボーダフォンライブ! （Vアプリ） | ハドソン         | ハドソン | ダウンロード （着信☆あぷり♪）         | -               | ファミリーコンピュータ版をモチーフとしたリメイク | [ 7 ] [ 8 ]   |
| 6   | ハドソンベストコレクション Vol.4 謎解きコレクション | 2005年12月22日 | ゲームボーイアドバンス          | ハドソン         | ハドソン | ロムカセット                          | AGB-B74J-JPN    | ファミリーコンピュータ版の移植                   | [ 9 ]         |
| 7   | バイナリィランド                                    | 2011年7月26日  | Wii                             | ハドソン         | ハドソン | ダウンロード （バーチャルコンソール） | -               | ファミリーコンピュータ版の移植                   | [ 10 ] [ 11 ] |
| 8   | バイナリィランド                                    | 2013年8月7日   | ニンテンドー3DS                 | ハドソン         | KDE      | ダウンロード （バーチャルコンソール） | -               | ファミリーコンピュータ版の移植                   | [ 12 ] [ 13 ] |

## スタッフ
- プログラム：菊田昌昭
- グラフィック：菊田昌昭
- アドバイザー：奥村恵

## 評価
| 項目 | キャラクタ | 音楽 | 操作性 | 熱中度 | お買得度 | オリジナリティ | 総合  |
| 得点 | 3.33       | 3.07 | 2.36   | 2.55   | 2.48     | 3.49           | 17.28 |

ファミリーコンピュータ版
- ゲーム誌『ファミリーコンピュータMagazine』の読者投票による「ゲーム通信簿」での評価は別記の通り17.28点（満30点）となっている。

- ゲーム誌『ユーゲー』においてライターの罰帝は、本作が独特な操作感覚と強いアクション要素をもっていると指摘した上で、「考えさせられる要素も多く含んだレベルの高い作品だ」と称賛、また本作の特徴である「左右から同時にゴール地点に触れないと面クリアにならない」というシステムに関して「なんとも絶妙なパズル性を引き出している」と肯定的に評価した。また、高次面になるとアクション要素が強まり、無敵アイテム「クジラ」が出現しない面が高難易度になっている事に関して「その難しさも本作の魅力の一部分である」とした上で、操作感覚に慣れた頃に訪れる「クジラ」が出現しない17面を超えられるかどうかにより本作の評価が変化すると総括した。

## 備考

### ファミコン版にまつわる逸話
タイトル画面にて両方のコントローラーのAとBを押しながらリセットすると、「KIKU MEGU LOVE STORY!」の隠しメッセージが出る。「KIKU」および「MEGU」は本作の製作者で、当時社内恋愛中であった。
「KIKU」「MEGU」ではない別のハドソン社員の結婚式で、式の引き出物としてこのソフトの限定版（「祝御結婚」のシールの貼られた金色のパッケージ）が列席者に配布された。このソフトは398000円の値段が付いた。ただし元ハドソン社員の桜田名人によると、引き出物として数十本しか製造されていないにもかかわらず、中古市場に大量の贋作が出回っているという。限定版はゲーム内のキャラクターが変更されているとのことだが、桜田名人は偽造防止のため詳細は明かせないとしている。桜田名人曰く「ソフトは存在する」としているが、現物はまだ確認されていないため、このソフトが実在するか否かについては意見が分かれる。
このソフトの限定版の存在について、元ハドソン社員の高橋名人も2008年9月1日付ブログでのコメント（2008年9月2日）内で「存在を忘れていた」と語っている。

### ハイスコア不正事案
ゲーム誌『ファミリーコンピュータMagazine』（徳間書店刊）の連載コーナー「ハイスコアルーム」内においてスコア捏造（偽造写真）による不正申請が発覚したが、不正の証拠として本作の画面写真が掲載された。その写真に写された得点は9999900点だが、仕様上は999900点までしかカウントされない（超えると0に戻る）ため、不正の動かぬ証拠となった。ただし、この申請者は他にも多数のゲームにおいて申請・掲載がされており、本作の画面写真が発覚の引き金となったのかは明らかにされていない。

### サウンドトラック
1986年にG.M.O.レコードよりサウンドトラック集『ハドソン・ゲーム・ミュージック』が発売。本作もオリジナルバージョンとアレンジ曲が収録された。アレンジは国本佳宏が担当、金子飛鳥グループがストリングスを担当したほか、ゲームデザイナーの遠藤雅伸がピアノで参加している。